# العلاقات الخارجية لآيسلندا
ضمن العلاقات الخارجية لآيسلندا استعادت آيسلندا سيطرتها على شؤونها الخارجية في عام 1918 بعد أن أصبحت دولة ذات سيادة تُعرف باسم مملكة آيسلندا في إطار اتحاد شخصي مع ملكية الدنمارك. كدولة مستقلة تمامًا، كان بإمكان آيسلندا الانضمام إلى عصبة الأمم في عام 1918، لكنها اختارت عدم القيام بذلك لأسباب تتعلق بالتكلفة. تفاوضت مع الدنمارك لتنفيذ معظم علاقاتها الخارجية في البداية في حين بقيت محافظة على السيطرة الكاملة. عيّنت الدنمارك مبعوثًا دبلوماسيًا (سفيرًا) إلى آيسلندا في عام 1919 وردت آيسلندا بالمثل في عام 1920 وافتتحت سفارة لها في كوبنهاغن. نظمت آيسلندا الخدمة الخارجية الخاصة بها في أبريل عام 1940 عندما احتلت ألمانيا النازية الدنمارك وقطعت العلاقات بين البلدين. تأسست جمهورية آيسلندا في عام 1944. نمت الخدمة الخارجية الآيسلندية ببطء في فترة ما بعد الحرب العالمية الثانية حتى بعد منتصف تسعينيات القرن العشرين. تتمثل علاقات آيسلندا الوطيدة مع دول الشمال والاتحاد الأوروبي والولايات المتحدة. أصبحت آيسلندا عضوًا في الأمم المتحدة في عام 1946. كانت آيسلندا عضوًا مؤسسًا في البنك الدولي في عام 1946 وفي حلف شمال الأطلسي في عام 1949. فيما يتعلق بالتكامل الأوروبي، تُعتبر آيسلندا عضوًا مؤسسًا في (أو إي إي سي) (تُعرف الآن باسم: أو إي سي دي) في عام 1948 ومجلس الشمال الأوروبي في عام 1952، ثم انضمت إلى رابطة التجارة الحرة الأوروبية (إي إف تي إيه) في عام 1970، إلى جانب كونها عضوًا مؤسسًا في (سي إس سي إي) (تُعرف الآن باسم: أو إس سي إي) في عام 1973 والمنطقة الاقتصادية الأوروبية (إي إي إيه) في عام 1992، وانضمت لاحقًا إلى منطقة شنغن في عام 1996.
من عام 1951 حتى عام 2006، وضعت قاعدة عسكرية أمريكية مدعمة بقوات خاصة في آيسلندا. خلال فترة الحرب الباردة، ارتبطت آيسلندا بعلاقات وثيقة لكن مثيرة للجدل مع الولايات المتحدة، ما دفع بعض الباحثين إلى وصفها بأنها «حليف متمرد» و «حليف ممانع». هددت آيسلندا مرارًا وتكرارًا بمغادرة حلف شمال الأطلسي أو إلغاء اتفاقية الدفاع الأمريكية خلال الحرب الباردة. ونتيجةً لذلك، زودت الولايات المتحدة آيسلندا بمساعدات اقتصادية واسعة النطاق، إلى جانب الدعم الدبلوماسي. استضافت آيسلندا قمة ريكيافيك التاريخية لعام 1986 في ريكيافيك، والتي مهدت الطريق لإنهاء الحرب الباردة.

## حقوق صيد الأسماك
تضمنت النزاعات الدولية التاريخية الرئيسية في آيسلندا خلافات حول اتفاقية المنطقة الاقتصادية الخالصة. أدى النزاع مع المملكة المتحدة إلى ما يسمى بحروب القد بين عامي 1952-56 وذلك نتيجةً لتوسيع منطقة الصيد من 3 إلى 4 ميلًا بحريًا (أي من 6 إلى 7 كم)، ثم نزاع آخر بين عامي 1958-61 بسبب توسيع منطقة الصيد إلى 12 ميلًا بحريًا (22 كم)، وتلاه نزاع آخر بين عامي 1972-73 بسبب توسيعه مرة أخرى ليصل إلى 50 ميلًا بحريًا (93 كم)، ثم بين عامي 1975-76 عندما تم توسيعه أيضًا إلى 200 ميلًا بحريًا (370 كم). تم حل الخلافات مع النرويج وروسيا حول حقوق الصيد في بحر بارنتس في عام 2000.

## صيد الحيتان
أعرب بعض دعاة حماية البيئة عن قلقهم إزاء مغادرة آيسلندا الوكالة الدولية لصيد الحيتان (آي دبليو سي) في يونيو عام 1992 احتجاجًا على قرار الوكالة برفض رفع الحظر المفروض على صيد الحيتان، بعد أن قررت اللجنة العلمية التابعة للوكالة أنه يمكن استئناف صيد أصناف معينة بأمان. في ذلك العام، أنشأت آيسلندا لجنة منفصلة - إلى جانب النرويج وجرينلاند وجزر فارو – من أجل الحفاظ على الثدييات البحرية وإدارتها ودراستها. منذ ذلك الحين، استأنفت آيسلندا صيد الحيتان لأغراض علمية وانضمت من جديد إلى الوكالة الدولية لصيد الحيتان (في أكتوبر عام 2002). أصدرت وزارة الثروة السمكية والزراعة الآيسلندية تصريحًا لصيد 39 حوتًا لأغراض تجارية في 17 أكتوبر عام 2006. قدمت 25 دولة احتجاجًا دبلوماسيًا رسميًا إلى الحكومة الآيسلندية في 1 نوفمبر بشأن استئناف صيد الحيتان التجاري. ترأست المملكة المتحدة الاحتجاج بدعم من دول أخرى مثل فنلندا والسويد.

## الاعتراف بدول ما بعد الاتحاد السوفييتي
تُعد آيسلندا أول دولة تعترف باستعادة استقلال ليتوانيا ولاتفيا وإستونيا وجورجيا وأرمينيا وأذربيجان من الاتحاد السوفييتي بين عامي 1990-1991. وبالمثل، كانت أول دولة تعترف باستقلال الجبل الأسود عن اتحاده السابق مع صربيا. تُعد آيسلندا أيضًا أول بلد يعترف باستقلال كرواتيا في 19 ديسمبر عام 1991. بشكل ملفت، كانت آيسلندا أيضًا أول دولة غربية تعترف بدولة فلسطين في عام 2011. تُعتبر آيسلندا أيضًا أكبر مساهم من بلدان الشمال الأوروبي في القوات التي تقودها منظمة حلف شمال الأطلسي في البوسنة وكوسوفو، إلى جانب دعم الشرطة في البوسنة وجهود إعادة الإعمار والتوطين والإغاثة البوسنية/الكوسوفية.